# Parinari excelsa
Parinari excelsa là một loài thực vật có hoa trong họ Cám. Loài này được Sabine mô tả khoa học đầu tiên năm 1824.

## Hình ảnh

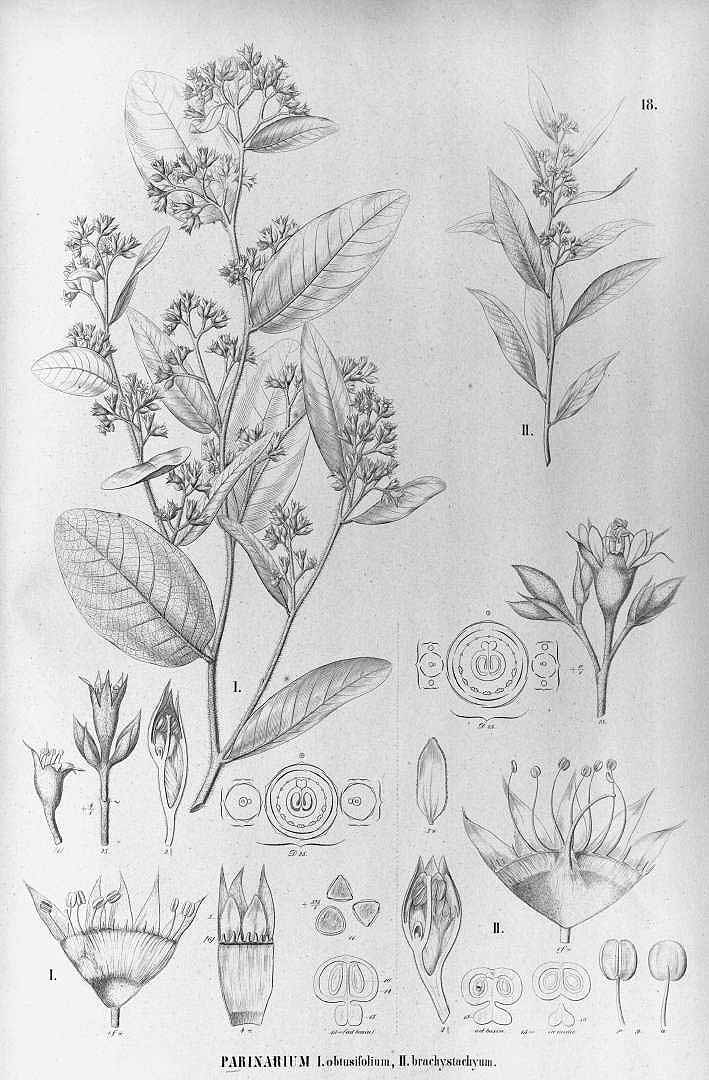